# (6601) 1988 XK1
(6601) 1988 XK1 (1988 XK1, 1973 SH6, 1973 SP3, 1984 UN) — астероїд головного поясу, відкритий 7 грудня 1988 року.
Тіссеранів параметр щодо Юпітера — 3,505.